# Medalha de Mérito de Proteção e Socorro
A Medalha de Mérito de Proteção e Socorro é uma condecoração civil portuguesa que se destina a distinguir as pessoas, singulares ou coletivas, nacionais ou estrangeiras, que se destacam pelas suas atuações na área da proteção e socorro, a nível preventivo e operacional, protegendo e defendendo pessoas e bens em caso de acidente grave, catástrofe ou calamidade.
A Medalha foi criada em 2006. É outorgada pelo Governo de Portugal, através do Ministério da Administração Interna.

## Graus
A Medalha de Mérito de Proteção e Socorro compreende 3 graus:
- Medalha de Ouro
- Medalha de Prata
- Medalha de Cobre

A concessão das Medalhas de Ouro e Prata é da competência exclusiva do Ministro da Administração Interna.
A Medalha de Cobre pode ser concedida pelo Ministro da Administração Interna ou pelo Presidente do Serviço Nacional de Bombeiros e Proteção Civil.

## Distintivos
A Medalha de Mérito de Proteção e Socorro compreende 3 distintivos:
- Medalha Azul
- Medalha Laranja
- Medalha Branco

Distintivo Azul
O distintivo azul distingue atos de heroísmo ou de notável solidariedade, bem como, no caso de pessoa coletiva, o decurso de exemplar existência ao serviço da proteção e socorro de populações.
Distintivo Laranja
O distintivo laranja distingue atos de prestimosa colaboração com as autoridades na direção e coordenação dos recursos afetos a ações de proteção e socorro.
Distintivo Branco
O distintivo branco distingue atos de abnegada cooperação com as autoridades em acções de finalidade económico-social, técnico-pedagógica, de investigação ou outros considerados de interesse para a proteção civil.